# Contea di Qianxi (Hebei)
La contea di Qianxi (迁西县S, Qiānxī XiànP) è una contea della Cina, situata nella provincia di Hebei e amministrata dalla prefettura di Tangshan.